# Céu Azul (canção)
"Céu Azul" é uma canção da banda brasileira Charlie Brown Jr., lançada em dezembro de 2011, através da Radar Records, como a faixa-título de seu segundo álbum ao vivo Música Popular Caiçara – Ao Vivo (2012). A canção que possui letras sobre palavras boas atrair boas atitudes, adquiriu popularidade, atingindo o top 3 pela tabela Billboard Hot 100 Airplay e tornou-se o single do Charlie Brown Jr, mais tocado em rádios entre os anos de 2012–2018. Além disso, o tema foi incluído  em trilhas sonoras e recebeu diversas versões ao longo dos anos por outros artistas.

## Desenvolvimento e composição
Em 28 de março de 2011, o Charlie Brown Jr. disponibilizou um webclipe de "Céu Azul", com imagens e edição de Jerri Rossato Lima, 
anunciando que a faixa estaria presente em seu próximo álbum. Antecedendo ao lançamento do álbum, a banda lançou em dezembro do mesmo ano "Céu Azul" como um single, tornando-a única faixa de estúdio do CD e DVD, Música Popular Caiçara – Ao Vivo, o qual possui material gravado ao vivo nas cidades de Santos e Curitiba.
"Céu Azul" possui composição do vocalista Chorão e do guitarrista Thiago Castanho. Durante entrevista ao  website do programa Caldeirão do Huck da TV Globo, em dezembro de 2012, Chorão comentou sobre o processo de elaboração da canção dizendo: "O dia estava lindo, eu estava de preguiça, na sombra, e a música ficou pronta em cinco minutos" Liricamente, "Céu Azul" relata que palavras simples, elogios, notícias boas, podem mudar o dia de alguém.

## Prêmios e indicações
| Ano  | Prêmio            | Lista         | Classificação | Ref.  |
| ---- | ----------------- | ------------- | ------------- | ----- |
| 2012 | Caldeirão de Ouro | As 10+ do Ano | 9º Lugar      | [ 6 ] |

## Desempenho nas tabelas musicais

### Posições
| Tabela musical (2011)              | Melhor posição |
| ---------------------------------- | -------------- |
| Brasil (Billboard Hot 100 Airplay) | 3              |
| Brasil (Billboard Hit Parade)      | 1              |

### Certificações
| Região                                                                                             | Certificação | Vendas |
| -------------------------------------------------------------------------------------------------- | ------------ | ------ |
| Brasil (PMB)                                                                                       | Ouro         | 40 000 |
| *números de vendas baseados somente na certificação ^distribuições baseadas apenas na certificação |              |        |

## Uso na mídia e versões
Em 2012, "Céu Azul" se tornou parte da trilha sonora da telenovela brasileira Balacobaco da Rede Record. Em março de 2013, como parte de uma homenagem a Chorão, os grupos de pagode Pique Novo e Nosso Sentimento regravaram a faixa. Em 2014, "Céu Azul" se tornou parte da trilha sonora da telenovela Império da TV Globo. Posteriormente, em 19 de janeiro de 2018, a cantora Ana Gabriela lançou como um single uma versão cover da canção pela gravadora Deckdisc, além disso, esta versão se tornou parte da trilha sonora da telenovela As Aventuras de Poliana do SBT. Em fevereiro do mesmo ano, a cantora Paula Toller gravou uma versão cover de "Céu Azul", lançando-a como um single digital através da Universal Music.